# Tomba della Pulcella
La tomba della Pulcella è una tomba etrusca ubicata nella necropoli dei Monterozzi, a Tarquinia.

## Storia e descrizione
La tomba risale alla fine del V secolo a.C.; venne scoperta nel 1865. Nel 1963 fu soggetta ad un furto: vennero infatti staccate alcuni frammenti di pittura, mentre altri furono distrutti, come il volto della pulcella, una piccola ancella, che dava il nome alla tomba. Tra le pitture rubate quella di un commensale e la testa di servo, la quale ricomparve in un museo della Germania, per essere poi volontariamente restituita al Museo archeologico nazionale di Tarquinia.
La tomba è preceduta da un lungo dromos, il quale permette l'accesso alla singola camera con tetto a spiovente: il columen è dipinto con fascioni rossi e bianchi in posizione verticale, mentre il resto degli spioventi è affrescato allo stesso modo ma in posizione orizzontale. La parete di fondo ha un loculo sepolcrale a forma di edicola, simile ad un tempio, con colonne tuscaniche e maschera gorgonica nel timpano: sul fondo dell'edicola è la pittura rovinata di due geni alati che posano un velo sul defunto e ai lati due musici che suonano, quello di destra il flauto e quello di sinistra la cetra. Il resto delle pitture presenti ha come tema quello di un banchetto: sulla parete sinistra una donna seduta su un kline tra un suonatore di piatti a destra e uno di cetra a sinistra e sulla parete di destra una coppia di donne su kline e un servitore.